# Ruwe populier
De ruwe populier (Populus lasiocarpa) is een plant uit de wilgenfamilie (Salicaceae). Hij wordt gerekend tot de sectie Leucoides (grootbladige populieren). De soort komt van nature voor in China.

## Kenmerken
De ruwe populier kan een hoogte van ongeveer 20 meter bereiken die langzaam groeit, heeft een ronde kroon en de gemiddelde diameter op borsthoogte bedraagt 50 centimeter. De stam is van kleur donkergrijs en gegroefd. De jonge twijgen zijn behaard en hebben een geel-bruine kleur. De knoppen zijn spits van vorm en zijn plakkerig. De bladsteel is 5 tot 10 centimeter lang, behaard en heeft aan de bovenkant een roodbruine kleur. De bladeren zijn pijlvormig en worden tussen de 15 en 30 centimeter lang en tussen de 10 en 15 centimeter breed. De bovenkant van het blad heeft een groene kleur en is in eerste instantie behaard, later wordt het blad kaal. De bladnerven zijn rood van kleur. De bloemen zijn tweehuizig. De mannelijke katjes zijn 9 centimeter lang en bevatten tussen de 30 en 40 meeldraden. De vrouwelijke katjes zijn tussen de 15 en 24 centimeter lang. De vruchten zijn behaard en tussen de 1,0 en 1,7 centimeter lang. De boom bloeit van maart tot en met mei, de vruchten rijpen van mei tot en met juni.

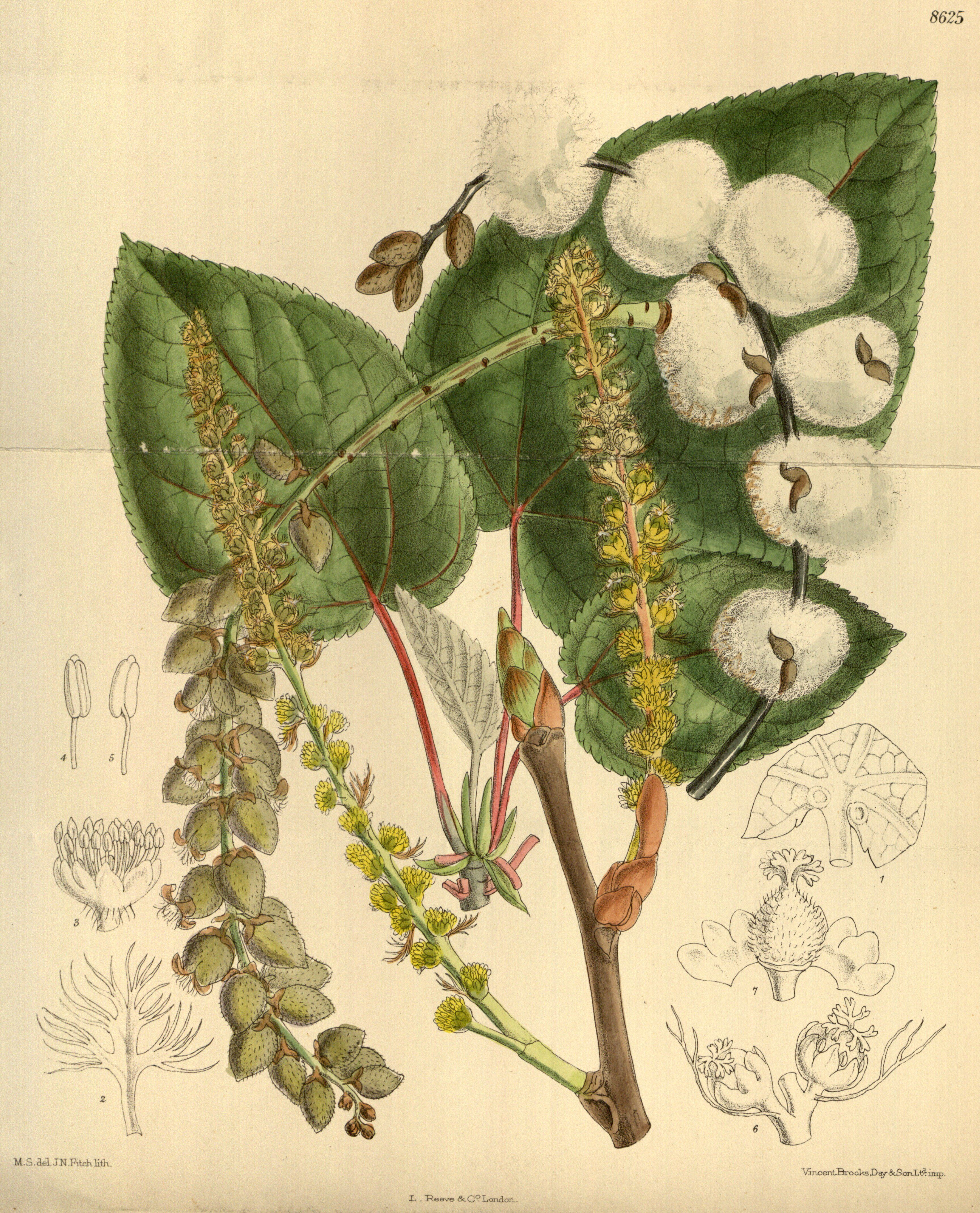
P. lasiocarpa - Curtis's Botanical Magazine
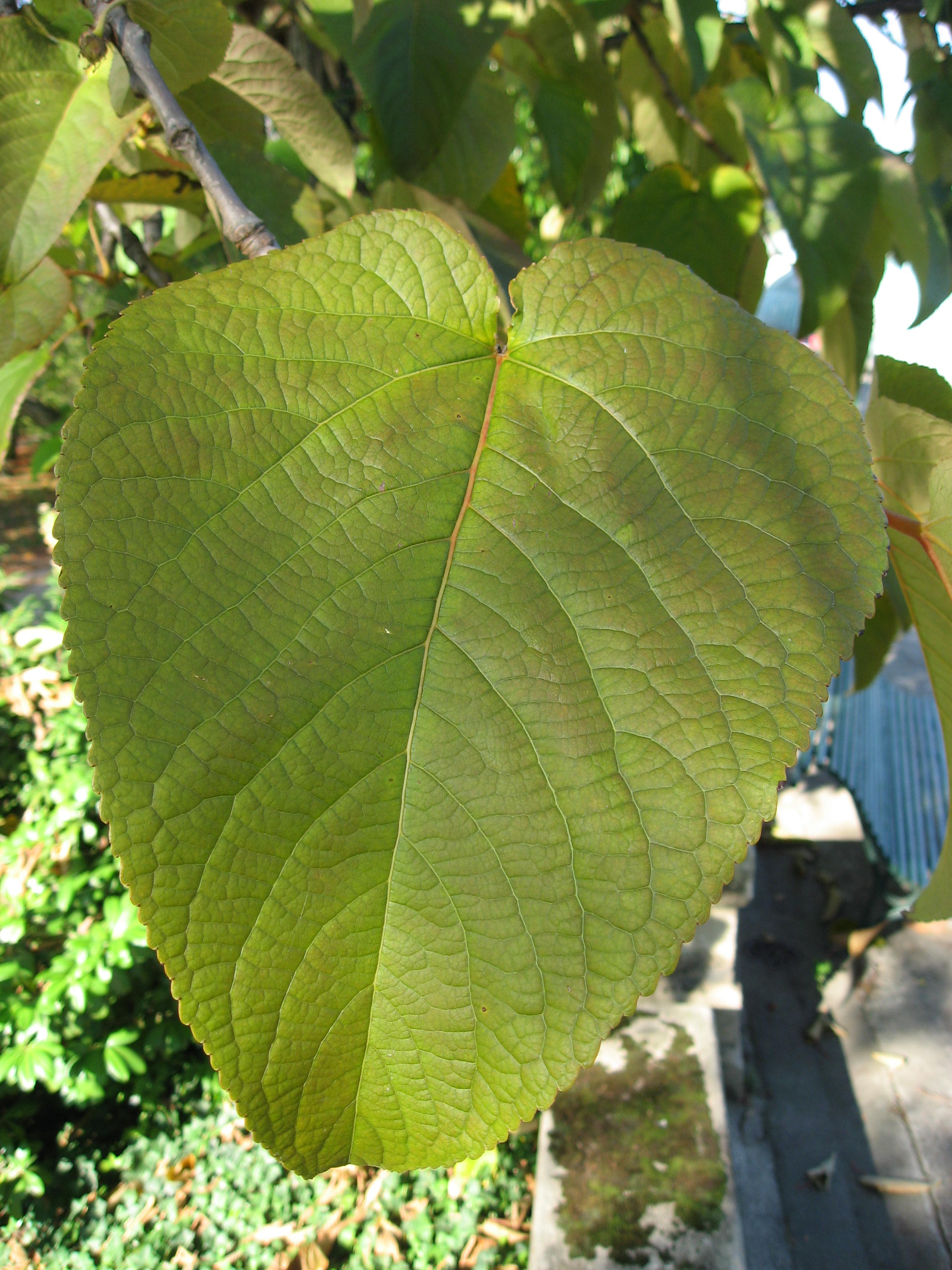
Blad
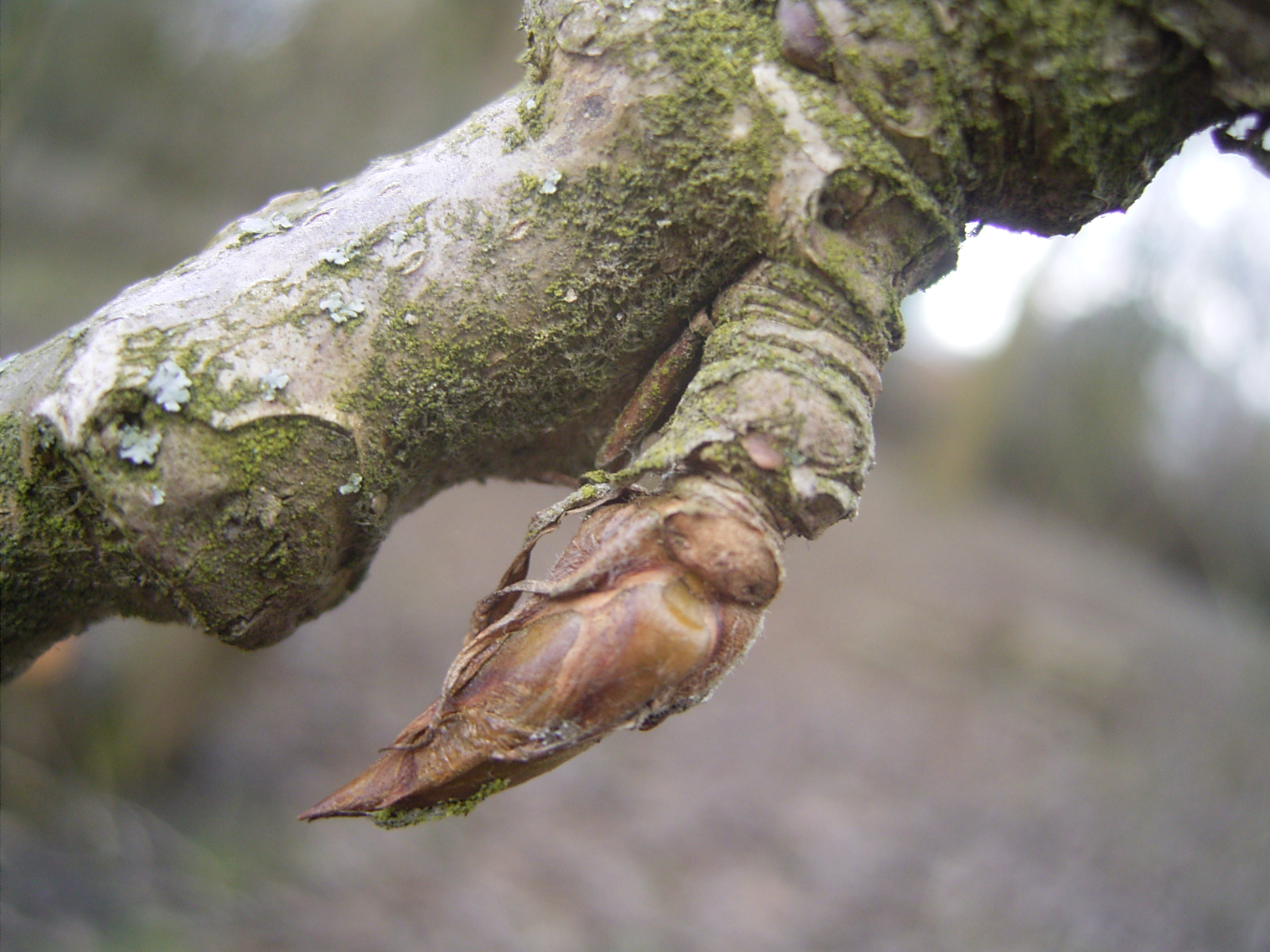
Winterknop
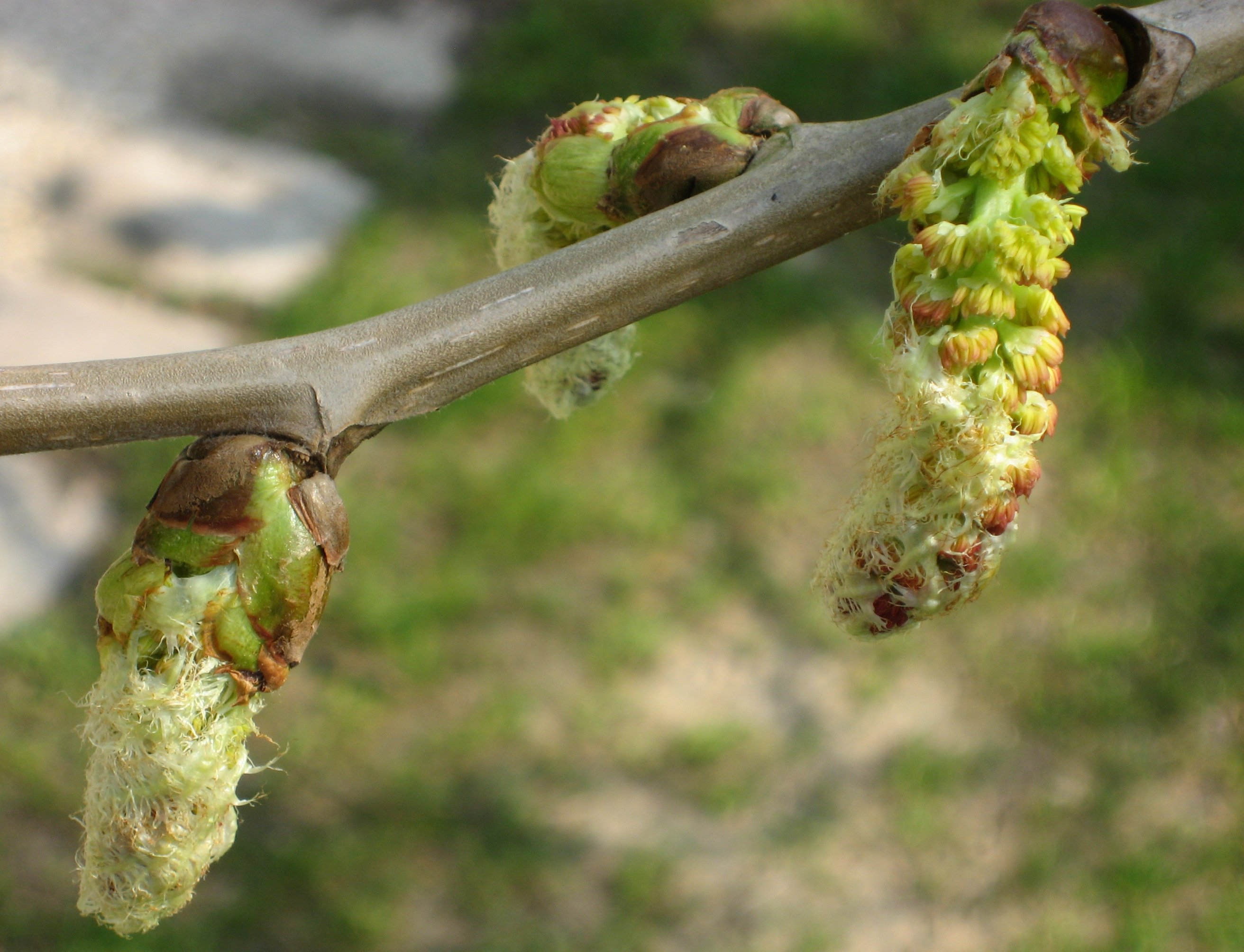
Mannelijke katjes
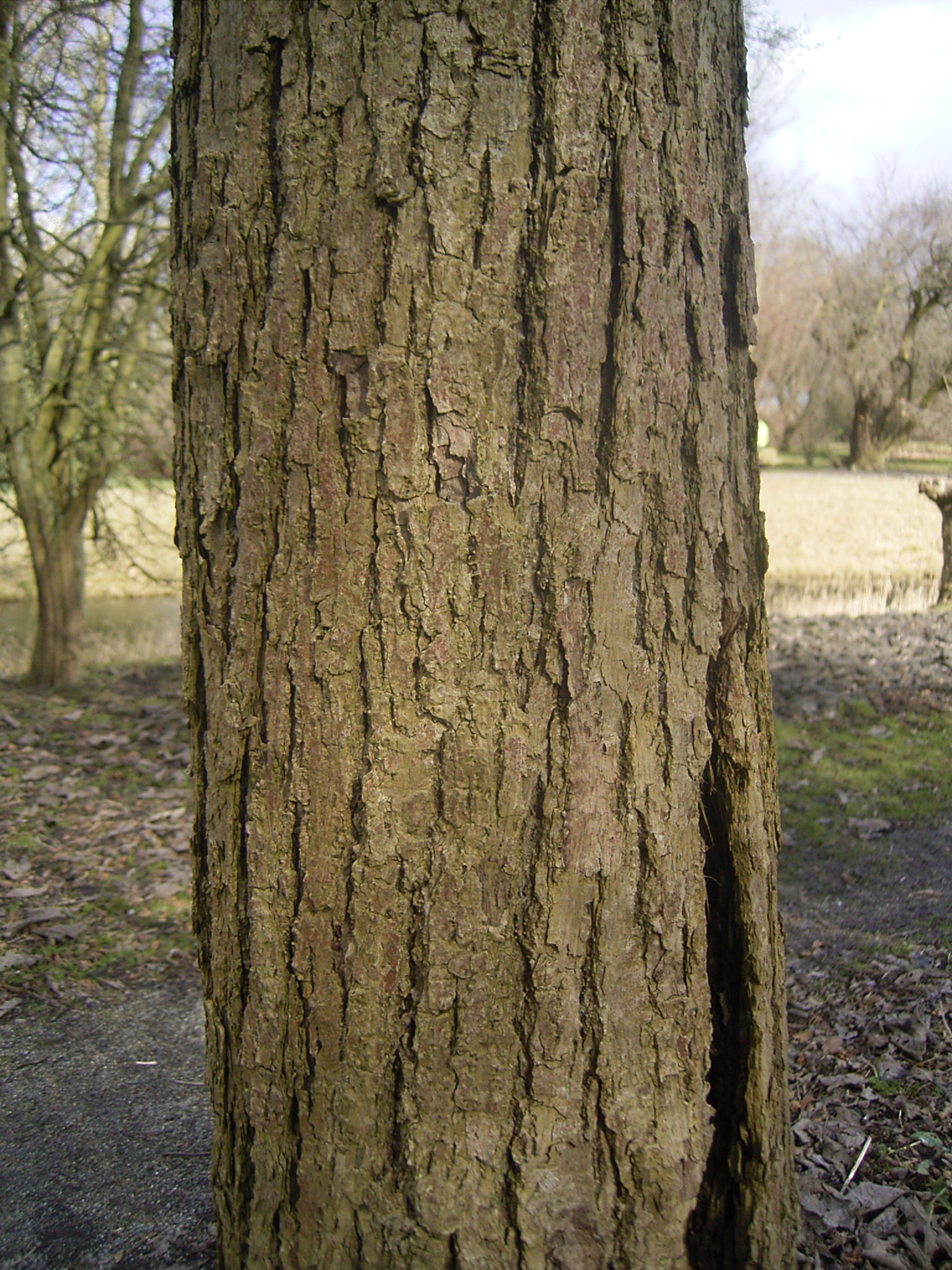
Schors

## Verspreiding
De soort komt van nature voor binnen gematigde zones van China in de provincies Guizhou, Hubei, Shaanxi, Sichuan en Yunnan. De soort groeit voornamelijk in vochtige loofbossen, langs rivieroevers en op de helling van heuvels op een hoogte van 1300 tot 1500 meter. De soort groeit op natte, leemachtige gronden die licht zuur zijn en groeit op lichte plaatsen. De soort is thermofiel en winterhard.

## Variëteiten
De ruwe populier kent twee variëteiten.
- Populus lasiocarpa var. lasiocarpa: heeft vrouwelijke katjes van 15 tot 24 centimeter lengte en vruchten met vruchten van een lengte tussen de 1 en de 1,7 centimeter.
- Populus lasiocarpa var. longiamenta: heeft vrouwelijke katjes met een lengte van maximaal 40 centimeter en vruchten van tussen de 1,6 en 1,9 centimeter lang. De soort komt voor in Yunnan op een hoogte van 1700 tot 1900 meter.

## Gebruik
In China wordt de soort gebruikt voor de houtproductie en in Europa als sierplant. Binnen Europa speelt de plant geen rol binnen de houtproductie.
... ·  
P. ×acuminata · 
P. adenopoda · 
P. afghanica · 
P. alba (Witte abeel) · 
P. angustifolia (Smalbladige populier) · 
P. balsamifera (Ontariopopulier) · 
P. ×berolinensis (Siberische balsempopulier) · 
P. ×canadensis (Canadapopulier) · 
P. candicans · 
P. ×canescens (Grauwe abeel) · 
P. cathayana · 
P. davidiana · 
P. deltoides (Amerikaanse populier) · 
P. euphratica · 
P. fremontii · 
P.  grandidentata (Grofgetande populier) · 
P. guzmanantlensis ·  
P. heterophylla (Hartbladige populier) · 
P. ilicifolia · 
P. ×interamericana (Zwarte balsemhybride) · 
P. ×jackii · 
P. koreana · 
P.  lasiocarpa (Ruwe populier) · 
P. laurifolia (Laurierpopulier) · 
P. maximowiczii (Koreaanse balsempopulier) · 
P. mexicana · 
P. nigra (Zwarte populier) · 
P. nigra var. italica (Italiaanse populier) · 
P. rotundifolia · 
P. sieboldii · 
P. simonii (Chinese balsempopulier) · 
P. suaveolens · 
P. szechuanica · 
P. ×tomentosa ·  
P. tremula (Ratelpopulier) · 
P. tremuloides (Amerikaanse ratelpopulier) · 
P. trichocarpa (Zwarte balsempopulier) · 
P. tristis · 
P. wilsonii (Wilsonpopulier) · 
P. yunnanensis · 
...